# Thalattoscopus parvus
Thalattoscopus parvus är en insektsart som beskrevs av Knight och Webb 1986. Thalattoscopus parvus ingår i släktet Thalattoscopus och familjen dvärgstritar. Inga underarter finns listade i Catalogue of Life.